# Pablo Padín
Pablo Padín Sánchez, nacido en Vigo el 29 de octubre de 1940, es un abogado y político gallego.

## Trayectoria
Licenciado en Derecho por la Universidad de Madrid. Creó y dirigió las empresas Dkor, Import y Tukasa. Fue portavoz del UCD en el Estatuto de los 16. Se presentó en la lista de Vigueses Independientes Gobernantes (VIGO) encabezada por Leri. En las elecciones municipales de 1983 fue elegido concejal y luego fue teniente alcalde de Vigo;  también fue diputado provincial de 1983 a 1987. Luego de la disolución del UCD entró en Coalición Gallega. Fue diputado en el Parlamento gallego por Coalición Galega en la II legislatura y consejero de Sanidad. Fue vicepresidente de Coalición Galega. Fue elegido presidente de Tierra Gallega en el Congreso Constituyente de 2006 y reelegido en 2008. En 2012 dejó la presidencia efectiva del partido quedando en presidente de honor.

## Reconocimientos
- En 2017 recibió la Medalla del Parlamento de Galicia.